# Niedernberg
Niedernberg è un comune tedesco di 4 960 abitanti, situato nel land della Baviera.

## Storia
Sono presenti sul suo territorio le rovine di un castrum di epoca romana appartenente al sistema difensivo del limes germanico-retico.